# La Guardia (Venezuela)
Pour les articles homonymes, voir La Guardia.
La Guardia est la capitale de la paroisse civile de Zabala de la municipalité de Díaz dans l'État de Nueva Esparta au Venezuela.